# Банделін
Банделін (нім. Bandelin) — громада в Німеччині, розташована в землі Мекленбург-Передня Померанія. Входить до складу району Передня Померанія-Грайфсвальд. Складова частина об'єднання громад Цюссов.
Площа — 16,98 км2. Населення становить 531 ос. (станом на 31 грудня 2020).